# Руралес
Руралес (ісп. Rurales — «сільські») — верхова сільська поліція, яка діяла в Мексиці від 1861 до 1914 року.

## Історія
В XIX столітті великою проблемою для мексиканської влади була відсутність порядку і бандитизм у сільській місцевості. Спроби організувати формування, які могли б навести тут порядок, робилися від 1855 року. Однак офіційно частини сільської поліції, що пізніше отримали назву «руралес», створив президент Беніто Хуарес 1861 року. Ці формування були організовані за прикладом іспанської жандармерії.
Ефективному втіленню в життя програми з наведення порядку в селі завадила іноземна інтервенція, повернутися до цього питання уряд Мексики зміг тільки 1867 року. Беніто Хуарес вивів руралес з підпорядкування військового міністра і передав їх під контроль міністра внутрішніх справ. Чисельність загонів кінної поліції було доведено до 1500 чоловік, при цьому в її ряди потрапило багато бандитів. Займалися руралес переважно патрулюванням доріг навколо Мехіко.
Розквіту організація сільської поліції досягла за президентова Порфіріо Діаса. Останній, прагнучи залучити в країну іноземні інвестиції, бачив у руралес важливий інструмент для забезпечення правопорядку в країні. Їх чисельність збільшилася до 3000 чоловік, при цьому, на відміну від армії, руралес комплектувалися добровольцями, термін служби яких становив 4 роки. Проблема вступу до руралес кримінальних елементів зберігалася, але більшість членів формувань були звичайними селянами або ремісниками. Іншими проблемами стали дезертирство та корупція — начальники руралес приписували до своїх частин «мертві душі», збільшуючи фінансування, а офіцери постачання продавали зброю і амуніцію місцевим жителям. За Діаса руралес охороняли залізниці, виконували інкасаторські функції і підтримували порядок серед сільських і заводських робітників.
Під час революційних повстань 1910 і 1911 років руралес зберегли відданість Порфіріо Діасу, проте через свою незначну чисельність вони не могли чинити серйозного опору повстанцям. Після відставки Діаса і його еміграції заворушення тривали, а люди, які підтримали революцію, потребували роботи. Тому новий президент Франсіско Мадеро не тільки не скасував руралес, але й збільшив їх чисельність. Одним з революціонерів, спрямованих у ряди руралес, став генерал Паскуаль Ороско. Після вбивства Мадеро і узурпації влади контрреволюційним генералом Вікторіано Уертою руралес були знову підпорядковані армійському командуванню. До липня 1914 року їх чисельність становила 6000 чоловік, але в захисті режиму президента Уерти вони відігравали незначну роль. У серпні того ж року, після відставки президента, революціонери роззброїли та розформували руралес.
Хоча пізніше деякі інші формування носили назву «руралес», з федеральною сільською поліцією 1861—1914 років історичної спадкоємності вони не мали.